# Margarete Robsahm
Margarete Robsahm (Oslo, 9 ottobre 1942) è un'attrice ed ex modella norvegese.

## Biografia
A 18 anni, scoperta per strada, divenne una modella. È diventata internazionalmente nota al pubblico per il ruolo ricoperto nel film del 1964 Danza macabra (Castle of Blood), con Barbara Steele. Partecipò ad alcuni film norvegesi, tra i quali Line del 1961. Il film si basava su un romanzo di Axel Jensen e causò un certo scandalo a quel tempo in Norvegia, poiché Robsahm fu la prima attrice in Norvegia ad esporsi a seno nudo in un film norvegese.

### Vita privata
Sorella dell'attore Fred Robsahm, sposò nel 1963 l'attore italiano Ugo Tognazzi, che aveva conosciuto sul set del film Il mantenuto e del quale era stata partner nel film. Dall'unione con Ugo Tognazzi ha avuto un figlio, Thomas Robsahm, divenuto regista e produttore cinematografico.

## Filmografia

### Attrice
- Line, regia di Nils Reinhardt Christensen (1961)
- Il mantenuto, regia di Ugo Tognazzi (1961)
- Diciottenni al sole, regia di Camillo Mastrocinque (1962)
- I diavoli del Grand Prix (The Young Racers), regia di Roger Corman (1963)
- Danza macabra, regia di Sergio Corbucci e Antonio Margheriti (1964)
- Oltraggio al pudore, regia di Silvio Amadio (1964)
- Fem døgn i august, regia di Svend Wam (1973)
- Lasse & Geir, regia di Svend Wam (1976)
- Kozekveld - serie TV, 1 episodio, non accreditata (2013)

### Regista e sceneggiatrice
- Begynnelsen på en historie (1988)